# Johann Ernst Heinsius
Johann Ernst Heinsius (Ilmenau, 21 maggio 1731 – Erfurt, 18 ottobre 1794) è stato un pittore tedesco.